# ベター・ラック・ネクスト・タイム
ベター・ラック・ネクスト・タイム (Better Luck Next Time) とは、カリフォルニア州,ロサンゼルスにて結成されたポップ・パンク・バンドである。
ニュー・ファウンド・グローリーを彷彿とさせる、甘くて切ないポップ・パンクサウンドが日本で話題となり、1stアルバム・2ndアルバム共にヒットを記録。
日本では、パンク・ロックファンを中心に、非常に知名度が高いバンドである。Hi-STANDARDの代表曲の一つであるfighting fist angry soulをカバーしたことでも有名。
キャッチコピーは「"作られた"パンク・ロックはもういらない」。

## メンバー
- ブライアン・ボルトーリ / Brian Bortoli -  (ヴォーカル・ギター)
- ジョン・ホルザー / John Holzer - (リードギター)
- マット・ファッゾ / Matt Fuzzo - (ベース)
- クリス・ルーカス / Chris Lucas - (ドラムス)

## バイオグラフィー
2004年にロサンゼルスにて結成。そして、直後に作成したデモ音源が、地元のポップ・パンクファンを中心に話題を集めるなど、結成からかなり早い段階で、頭角を現すようになる。
その後、自身のプロデュースで作り上げた1stアルバム「Third Time's A Charm」を、2005年12月10日にカリフォルニア州限定でリリースした。
2006年5月20日には、1stアルバムにボーナストラック1曲を追加した「Better Luck Next Time」が日本のみでリリース。
2007年には、パンクスプリング出場の為に、来日を果たし、同年8月25日には2ndアルバム「Start From Skratch」をリリースした。
2008年5月17日には、イタリアの人気ポップ・パンクバンド「メロディー・フォール」と共に作り上げたカヴァー曲集、「BETTER LUCK NEXT TIME - MELODY FALL (Split)」をリリースした。
2009年12月26日、3rdアルバム「A Lifetime Of Learning」をリリース。

## ディスコグラフィ

### アルバム
| 発表   | 詳細 |
| 2005年 | Third Time's A Charm - 1stアルバム。 - 2005年12月10日に、カリフォルニア州限定でリリースされたが、2008年7月10日に、世界向けに再リリースされた。 - 販売レーベル: Enemy One Records     |
| 2006年 | Better Luck Next Time - タイトルは異なるが、1stアルバム「Third Time's A Charm」の日本国内盤である。 - 2006年5月20日に、日本でのみリリースされた。 - 販売レーベル: In ya Face records |
| 2007年 | Start From Skratch - 2ndアルバム。 - 2007年8月25日に、日本先行でリリースされた。全米リリースは、2008年4月15日となっている。 - 販売レーベル: In ya Face records・World Records        |
| 2009年 | A Lifetime Of Learning - 3rdアルバム。 - 2009年12月26日発売。 - プロデューサーにBlink 182等を手掛けてきた Steve Kravac を起用している。 - 販売レーベル: In ya Face records           |

### その他の作品
- 「BETTER LUCK NEXT TIME - MELODY FALL」(2008)

## ミュージック・ビデオ
各アルバムから作成されている楽曲は、以下の通り。

### Start From Skratch
- "Half past Forever"